# Ibanez Roadstar II series
Ibanez Roadstar II series so kitare in bas kitare firme Ibanez, ki so bile v izdelavi od leta 1982 do 1987 na Japonskem. Leta 1983 je nastal odličen model RB-924 (bas kitara). Na nekaterih modelih je imel vrat 22, na nekaterih pa 24 prečk, sprednja stran trupa pa je bila iz ptičjega javorja ali breze. Nekatere Roadstar kitare so imele dodatno vgrajena t. i. coilswitch stikala, s katerimi je lahko igralec izklopil polovico zadnjega magneta (humbucker) in tako pridobil singlecoil zvok.
Obstaja več različnih zaporedji magnetov (H - humbucker, S - singlecoil) - HSS, HSH, HH in SSS. 

## Glasbeniki, ki so igrali ta model
- Fiction Factory : Feels Like Heaven, videospot 1983